# Songzi
Songzi (chiń. 松滋市; pinyin Sōngzī Shì) – miasto na prawach powiatu w zachodniej części prefektury miejskiej Jingzhou w prowincji Hubei w Chińskiej Republice Ludowej. Liczba mieszkańców miasta w 2010 roku wynosiła 765911.

## Historia
W Okresie Walczących Królestw tereny dzisiejszego Songzi należały do państwa Chu, a po ustanowieniu dynastii Qin zostały włączone do komanderii Nan. W 202 roku p.n.e. na obszarze Songzi ustanowiono powiat o nazwie Gaocheng. W 30 roku n.e. został on zniesiony, a ziemie wchodzące w jego skład zostały przyłączone do pobliskiego Chanling (obecnie powiat Gong’an położony na wschód od Songzi). W 337 roku na tereny te przybyli uchodźcy z komanderii Lujiang (obecnie powiat Huoqiu w prowincji Anhui) i utworzyli powiat o nazwie Songzi. Powiat funkcjonował aż do grudnia 1995 roku, kiedy został przekształcony w miasto na prawach powiatu.